# Васса (фільм)
«Васса» — радянський художній фільм 1983 року кінорежисера  Гліба Панфілова за мотивами п'єси М. Горького «Васса Желєзнова».

## Сюжет
Сага про загибель купецької сім'ї. Васса Желєзнова протягом багатьох років очолює сімейну справу і, не дивлячись на недолугих дітей, розпусного чоловіка, брата-алкоголіка і невістку-революціонерку, намагається зберегти хоча б видимість нормальної сім'ї… Настає 1913 рік, і все, чому було присвячене її життя, зазнає аварії.

## У ролях
- Інна Чурікова —  Васса Желєзнова
- Вадим Медведєв —  Сергій Петрович Желєзнов, чоловік Васси
- Микола Скоробогатов —  Прохор Борисович Храпов, брат Васси
- Ольга Машная —  Наталія, старша дочка Васси
- Яна Поплавська —  Людмила, молодша дочка Васси
- Валентина Якуніна —  Рашель Мойсеївна Топаз, невістка Васси, мати Колі
- Іван Панфілов —  Коля, онук Васси
- Валентина Теличкіна —  Анна Оношенкова, повірниця Васси
- В'ячеслав Богачов —  Олексій Пятьоркін, шофер Васси
- Альберт Філозов —  Юрій Васильович Мельников, член окружного суду
- Всеволод Соболєв —  Гурій Львович Кротких, керуючий пароплавством
- Тетяна Кравченко —  Ліза, покоївка
- Тетяна Степанова —  Поліна, покоївка

## Знімальна група
- Автор сценарію і режисер-постановник: Гліб Панфілов
- Оператор-постановник:  Леонід Калашников
- Художник-постановник:  Микола Двигубський
- Композитор:  Вадим Біберган

## Фестивалі та премії
- 1983 — XIII Московський міжнародний кінофестиваль: Золотий приз (Гліб Панфілов)[1]
- 1985 — Державна премія РРФСР імені братів Васильєвих (Гліб Панфілов, Леонід Калашников, Інна Чурикова, Валентина Теличкіна)